# Liste der Landschaftsschutzgebiete in Wilhelmshaven
Die Liste der Landschaftsschutzgebiete in Wilhelmshaven enthält die Landschaftsschutzgebiete der kreisfreien Stadt Wilhelmshaven in Niedersachsen.
| Bild | Nummer        | Bezeichnung des Gebietes                                                       | Fläche in Hektar | WDPA-ID | Koordinaten | Datum der Verordnung |
| ---- | ------------- | ------------------------------------------------------------------------------ | ---------------- | ------- | ----------- | -------------------- |
|      | LSG WHV 00009 | Alter Friedhof                                                                 | 2,50             | 319544  | Position    | 1938                 |
|      | LSG WHV 00010 | Der Krähenbusch                                                                | 1,30             | 320321  | Position    | 1938                 |
|      | LSG WHV 00012 | Wilhelmshavener Park (Kurpark)                                                 | 15,00            | 325893  | Position    | 1938                 |
|      | LSG WHV 00015 | Groß Belt                                                                      | 0,70             | 321176  | Position    | 1938                 |
|      | LSG WHV 00016 | Potenburg                                                                      | 0,30             | 323704  | Position    | 1938                 |
|      | LSG WHV 00020 | Siebethsburg                                                                   | 4,30             | 324556  | Position    | 1938                 |
|      | LSG WHV 00028 | Friedhof Aldenburg                                                             | 8,20             | 320896  | Position    | 1938                 |
|      | LSG WHV 00029 | Altengrodener Weg                                                              | 6,90             | 319533  | Position    | 1938                 |
|      | LSG WHV 00031 | Heete mit Heeteniederung                                                       | 0,50             | 321492  | Position    | 1938                 |
|      | LSG WHV 00033 | 8 Warfen                                                                       | 0,30             | 319420  | Position    | 1938                 |
|      | LSG WHV 00037 | Wilhelmshavener Friedhof                                                       | 8,60             | 325892  | Position    | 1938                 |
|      | LSG WHV 00039 | Bauernhof Frerichs                                                             | 0,60             | 319805  | Position    | 1938                 |
|      | LSG WHV 00040 | Alte und Neue Maade                                                            | 22,50            | 319520  | Position    | 1983                 |
|      | LSG WHV 00041 | Bauernhöfe                                                                     | 2,50             | 319807  | Position    | 1938                 |
|      | LSG WHV 00042 | Kreuzelwerk                                                                    | 1,10             |         | Position    | 1938                 |
|      | LSG WHV 00046 | Deichzug Langewerth                                                            | 13,00            | 320299  | Position    | 1938                 |
|      | LSG WHV 00047 | Bauernhof Oyensburg                                                            | 0,50             | 319806  | Position    | 1938                 |
|      | LSG WHV 00049 | Burg Kniphausen                                                                | 8,10             | 320187  | Position    | 1938                 |
|      | LSG WHV 00051 | Mönkeburger Busch                                                              | 0,60             | 323027  | Position    | 1938                 |
|      | LSG WHV 00052 | Dorfwarf Hohewerth                                                             | 2,50             | 320408  | Position    | 1938                 |
|      | LSG WHV 00053 | Hohewerther Grashaus                                                           | 1,20             | 321718  | Position    | 1938                 |
|      | LSG WHV 00054 | Deichzug Steindamm bis Schilldeich                                             | 4,90             | 320300  | Position    | 1938                 |
|      | LSG WHV 00055 | Deichzug Steindamm über Schnapp                                                | 10,50            | 320301  | Position    | 1938                 |
|      | LSG WHV 00056 | Steindamm                                                                      | 1,10             | 324814  | Position    | 1938                 |
|      | LSG WHV 00061 | 2 Bauernhöfe in Mitteldeich                                                    | 1,10             | 319410  | Position    | 1938                 |
|      | LSG WHV 00064 | Bauernhof                                                                      | 1,00             | 319804  | Position    | 1938                 |
|      | LSG WHV 00065 | Deich von Hörn bis Voslapp                                                     | 5,80             | 320297  | Position    | 1938                 |
|      | LSG WHV 00068 | Ehemaliges Fort Rüstersiel                                                     | 14,50            |         | Position    | 1968                 |
|      | LSG WHV 00069 | Wehlens                                                                        | 35,20            | 325683  | Position    | 1975                 |
|      | LSG WHV 00070 | Breddewarden                                                                   | 6,80             | 320069  | Position    | 1937                 |
|      | LSG WHV 00071 | Utters                                                                         | 6,10             | 325377  | Position    | 1937                 |
|      | LSG WHV 00072 | Stadtpark                                                                      | 118,00           | 324763  | Position    | 1982                 |
|      | LSG WHV 00073 | Alte und Neue Maade zwischen Coldewei und Kreuzelwerk                          | 47,00            | 319521  | Position    | 1983                 |
|      | LSG WHV 00077 | Ehemalige Schießstände Heppens zwischen Freiligrathstraße und Neuengrodendeich | 13,70            | 320516  | Position    | 1994                 |
|      | LSG WHV 00080 | Hessens                                                                        | 109,00           | 329091  | Position    | 2004                 |
|      | LSG WHV 00087 | Barghauser See                                                                 | 32,00            |         | Position    | 2007                 |